# Escuts i banderes del Baix Segura
Els escuts i banderes del Baix Segura són el conjunt de símbols que representen els municipis d'aquesta comarca.
En aquest article s'hi inclouen els escuts i les banderes oficialitzats per la Generalitat Valenciana i els que se van aprovar per l'administració de l'Estat abans de les transferències a la Generalitat Valenciana, així com altres que no han estat oficialitzats.

## Escuts oficials

Escut d'Albatera Aprovat el 2 de juliol de 1997.[1]
Escut d'Algorfa Aprovat el 3 d'octubre de 1957.[2]
Escut d'Almoradí[a] Aprovat el 26 de gener de 1977.[3]
Escut de Benejússer Aprovat el 23 d'abril de 1985.[4]
Escut de Benferri Aprovat el 21 de març de 1994.[5]
Escut de Benijòfar Aprovat el 6 de febrer de 1995.[6]
Escut de Catral[b] Aprovat el 8 de maig de 1961.[7]
Escut de Daia Nova Aprovat l'11 d'abril de 1958.[8]
Escut de Formentera del Segura Aprovat el 2 de juliol de 1976.[9]
Escut de la Granja de Rocamora Aprovat el 21 de març de 2000.[10]
Escut de Guardamar del Segura Aprovat el 26 de gener de 1977.[11]
Escut de Los Montesinos Aprovat el 4 de novembre de 1999.[12]
Escut del Pilar de la Foradada Aprovat el 28 d'agost de 2006.[13]
Escut de Rojals Aprovat el 12 de maig de 1986.[14]
Escut de Sant Fulgenci Aprovat el 18 de novembre de 1992.[15]
Escut de Sant Isidre[c] Aprovat el 27 d'abril de 1992.[16]
Escut de Sant Miquel de les Salines Aprovat el 12 de novembre de 1999.[17]

Notes
1. ↑  En la versió en ús per l'ajuntament la creu de fusta del primer quarter és representada al natural, i no d'or com s'indica al blasonament oficial.
2. ↑  La versió en ús per l'ajuntament presenta algunes diferències amb l'escut oficial, a més d'estar notablement ornamentada.
3. ↑  Adoptat quan Sant Isidre era encara una entitat local menor d'Albatera.

## Escuts sense oficialitzar

Escut de Bigastre
Escut de Callosa de Segura
Escut de Coix
Escut de Daia Vella
Escut de Dolores
Escut d'Oriola
Escut de Rafal
Escut de Redovà
Escut de Torrevella
Escut de Xacarella

## Banderes oficials

Bandera d'Albatera Aprovada el 3 de setembre de 1999.[18]
Bandera d'Algorfa Aprovada el 27 d'abril de 2007.[19]
Bandera de Benferri Aprovada el 21 de març de 1994.[20]
Bandera de Benijòfar Aprovat el 17 de gener de 2001.[21][22]
Bandera de Formentera del Segura Aprovada el 6 de juny de 1997.[23]
Bandera de la Granja de Rocamora Aprovada el 26 de maig de 2006.[24]
Bandera de Los Montesinos Aprovada el 5 de juliol de 2006.[25]
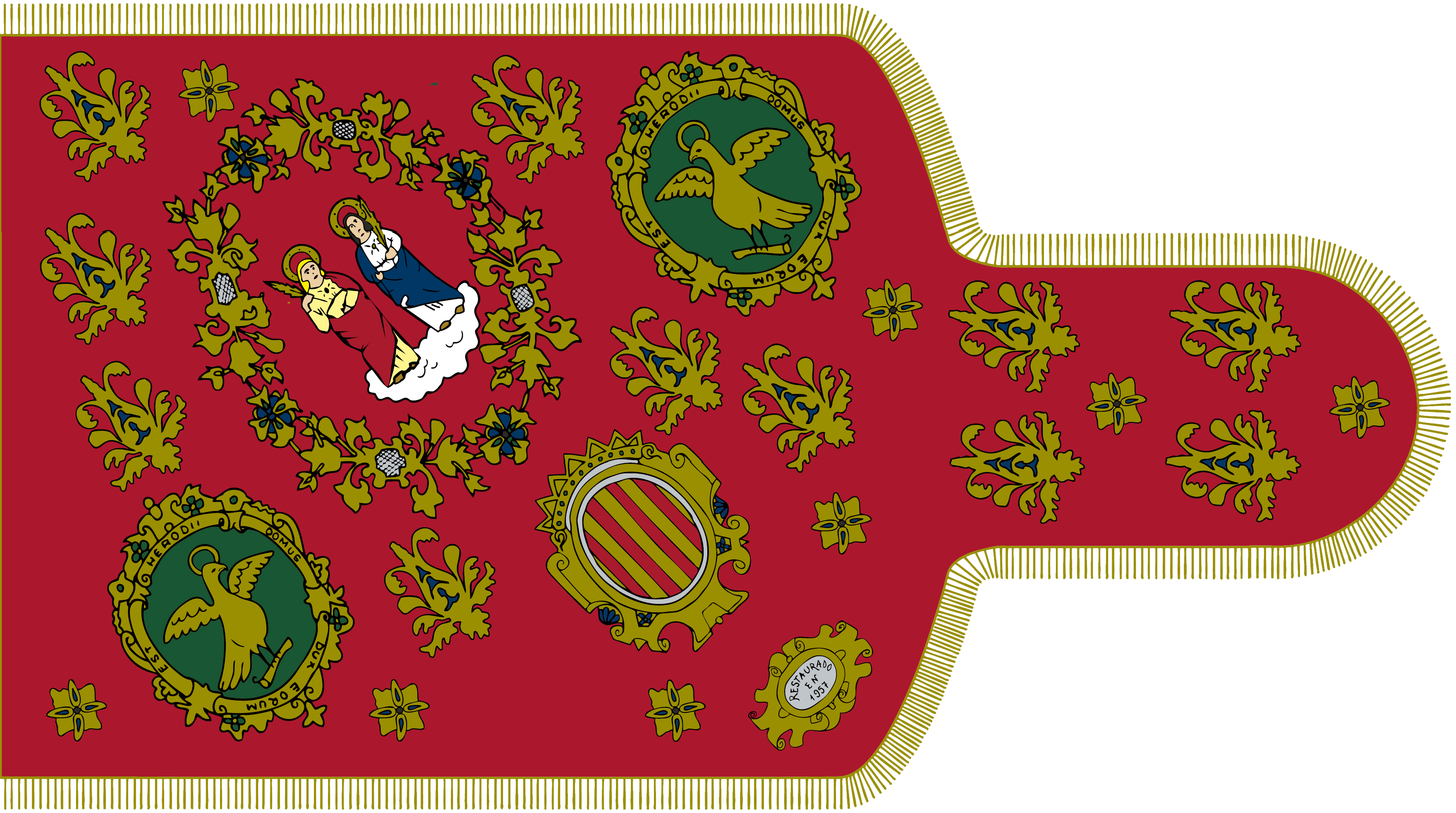
Bandera d'Oriola Rehabilitada el 21 de setembre de 2018.
Bandera del Pilar de la Foradada Aprovada el 14 de gener de 2014.[27]
Bandera de Rojals Aprovada el 29 de maig de 1987.[28]
Bandera de Sant Fulgenci Aprovada el 18 de novembre de 1992.[29]

## Banderes sense oficialitzar

Bandera de Callosa de Segura
Bandera de Guardamar del Segura
Bandera de Torrevella